# غوچک
غوچک (به لاتین: Ghowchak) یک منطقهٔ مسکونی در افغانستان است که در ولایت ننگرهار واقع شده‌است. غوچک ۳٬۰۰۰ نفر جمعیت دارد.